# マイターン (黒羽アリスの曲)
「マイターン」は、黒羽アリス（小倉唯）の楽曲、デジタルシングル。2022年8月19日にKING RECORDSより配信された。

## 概要
表題曲は、テレビアニメ『シャドウバースF』第1・2クールのエンディングテーマ。歌唱担当の小倉唯は、前作アニメ『シャドウバース』第1・2クールのエンディングテーマ「ハピネス*センセーション」を本人名義で歌っていたが、今作では自身が演じる作中のキャラクター・黒羽アリス名義で担当した。同アニメシリーズの挿入歌を除くオープニング・エンディングテーマ主題歌では、本楽曲が唯一のキャラクターソングでのタイアップとなっている。作曲は「ハピネス*センセーション」から引き続いて鶴崎輝一が担当し、作詞も担当している。
シャドウバースF第8話「期待なんて呪いだよ」の劇中にて、黒羽アリスが本楽曲のテーマについて問われると「大切な人（ぶつかっちゃうけど離れられない人）への想い」と答えている。

## 収録曲
1. マイターン [4:26]
歌：黒羽アリス（小倉唯）
作詞・作曲・編曲：鶴崎輝一
2. マイターン（Off Vocal ver.） [4:26]